# Hazel Terry
Hazel Terry (23 de enero de 1918 – 12 de octubre de 1974) fue una actriz cinematográfica de nacionalidad británica.
Su nombre completo era Hazel Neilson-Terry, y nació en Londres, Inglaterra. Sus padres eran los actores Mary Glynne y Dennis Neilson-Terry. Falleció en Londres en 1974, a los 56 años de edad. Sus restos se conservan en el Crematorio de Golders Green en Londres.

## Selección de su filmografía
- The Prisoner of Corbal (1936)
- Our Fighting Navy (1937)
- Missing, Believed Married (1937)
- Kill or Cure (1962)
- The Servant (1963)